# Alla Tiders Teater

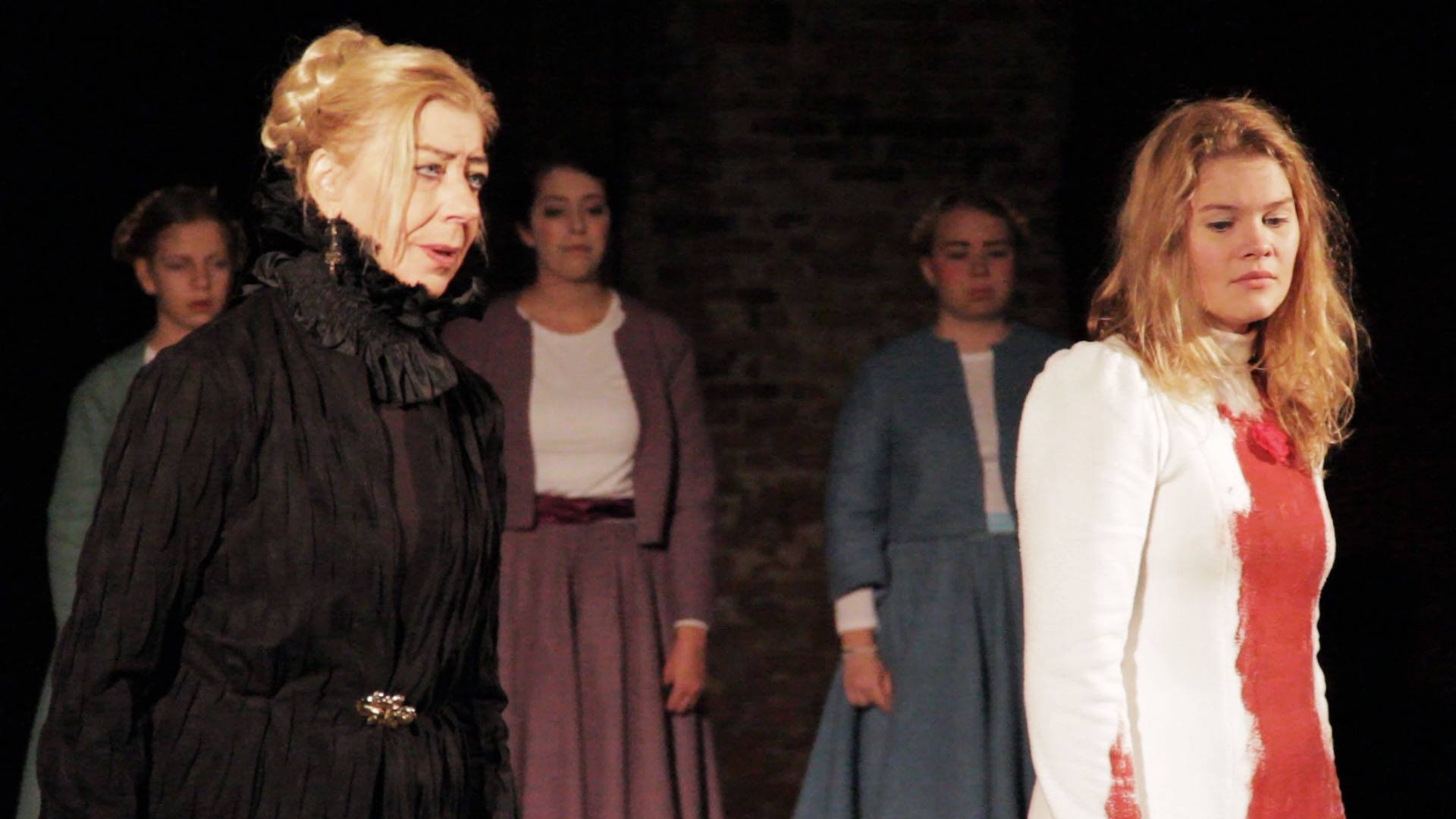
Anita Nyman och Emma Larsson i Blodsbröllop på Fredriksdals museum, hösten 2015.

Alla Tiders Teater, tidigare Sommarteater på Krapperup, är en fri teatergrupp som har spelat sommarteater utomhus sedan 1992. Namnet syftar till Krapperups slott, där flera av gruppens föreställningar har spelats. Konceptet är att spela platsspecifik utomhusteater, oftast i Skåne.

## Historik
Alla Tiders Teater startades på initiativ av Martha Vestin som även har regisserat merparten av gruppens föreställningar. Vestin var också gruppens konstnärliga ledare mellan 1992-2012, men sedan 2013 leds gruppen av ett konstnärligt råd bestående av tre medlemmar.

## Ensemble
Ensemblen består vanligtvis av professionella skådespelare, professionella musiker, teaterstudenter och amatörer. Återkommande medlemmar är bland andra Peter Bergared, Jörgen Düberg, Saskia Husberg, Marika Lagercrantz, Amelie Nörgaard, Anita Nyman och David Weiss.

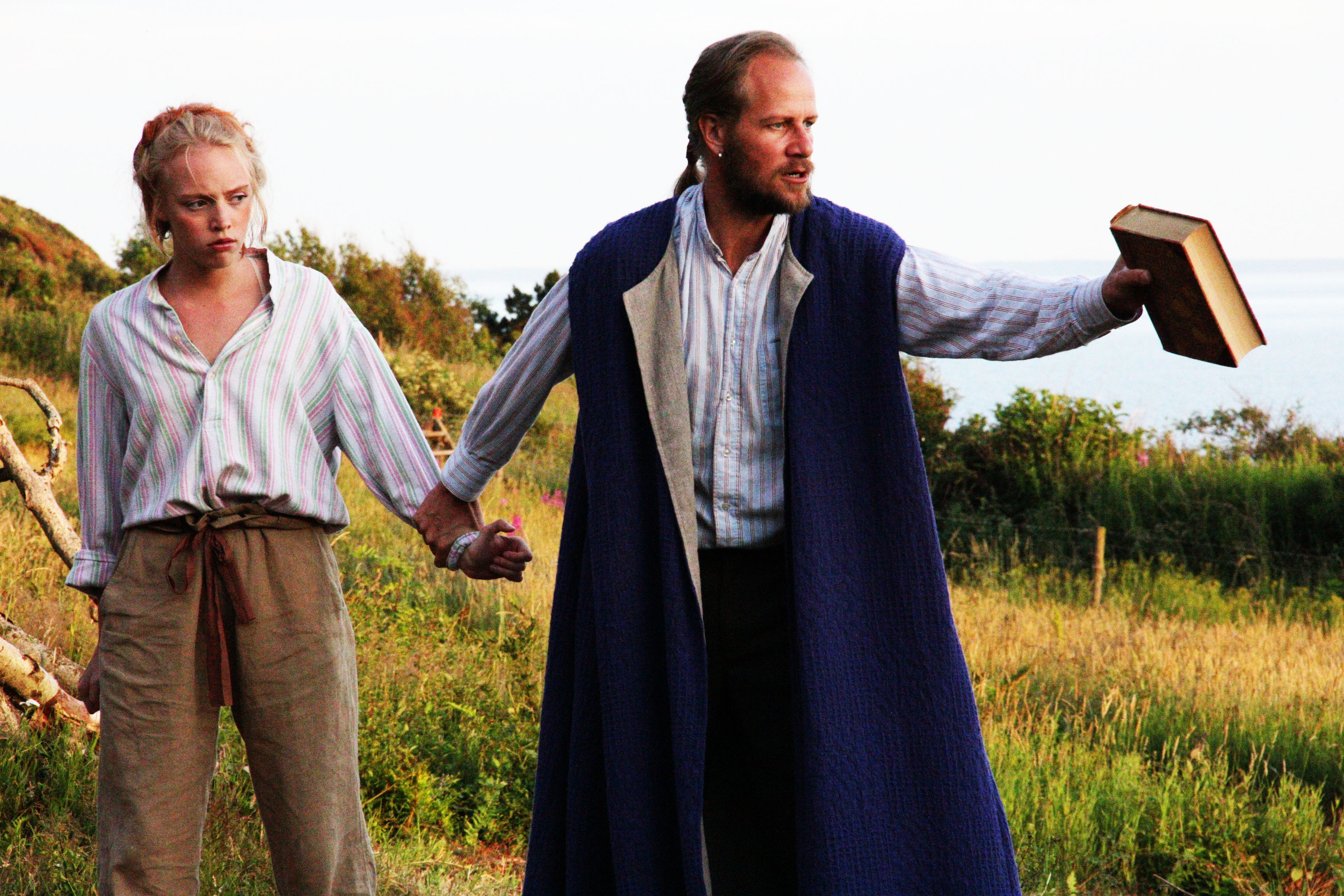
Agnes Persson och Jens Olsson spelar Stormen i Kullabergs naturreservat, sommaren 2012.

## Föreställningar (urval)
- MiSSiNG ALiCE (2021)
- Naturen vet (2019)
- Kung Ubu av Alfred Jarry (2018)
- Blodsbröllop av Federico Garcia Lorca (2015)
- Romeo + Juliet av William Shakespeare (2014)
- Mor Kurage av Bertolt Brecht (2013)
- Stormen av William Shakespeare (2012)
- Gruffet i hamnen av Carlo Goldoni (2010)
- Macbeth av William Shakespeare (2008)
- Potta Långhaka av Mary Andersson (2007)
- En vintersaga av William Shakespeare (2006)
- Fårakällan av Lope de Vega (2004)
- Muntra fruarna av William Shakespeare (2002)
- Kritcirkeln av Bertolt Brecht (2000)
- Leka med elden av August Strindberg (1999)
- Lysistrate av Aristofanes (1998)
- En midsommarnattsdröm av William Shakespeare (1996)
- Som ni vill ha det av William Shakespeare (1992)